# 公共租界杨树浦救火会旧址
公共租界杨树浦救火会旧址是上海市第五批优秀历史建筑，也是一個消防站，位於中華人民共和國上海市楊浦區楊樹浦路1307號，主楼三层，底层为消防车库，二楼为办公室，三楼为宿舍，屋顶有瞭望台，建筑後面還有700平方米的操场。

## 歷史
當地起初是1890年建成的杨树浦警察局旧址。1921年，工部局在此組建杨树浦桥救火会，並建造31.5米高的瞭望台、水龙间（钢筋混凝土建筑）和消防设备，消防车停留在這裡。1945年，上海市警察局消防总队成立，设杨树浦分队，該建築就由杨树浦分队使用。1982年，又新建一個高55米的瞭望台。现當地为杨浦区杨浦消防救援站，由杨浦区公安消防支队杨浦中队（上海市消防救援总队杨浦区消防救援支队）使用。